# Wojciech Kryski (zm. 1562)
Wojciech Kryski (ur. ok. 1530, zm. 24 listopada 1562) – dworzanin Zygmunta Augusta, sekretarz królewski, podkomorzy płocki.

## Życiorys
Syn Pawła Kryskiego (zm. 1543) i wojewodzianki płockiej Anny Szreńskiej. Miał 2 braci: Stanisława i Feliksa (ur. po 1530, zm. 1573) i 4 siostry.  Od 1543 roku studiował w Bolonii u profesora retoryki Romolo Amaseo, a potem prawo i filozofię w Padwie. W 1550 roku został dworzaninem Zygmunta Augusta. Szybko awansuje i rok później zostaje sekretarzem królewskim. W 1554 roku otrzymuje starostwo dobrzyńskie, a w 1557 roku zostaje starostą mławskim. W maju 1562 roku wrócił do kraju i po kilku miesiącach zmarł.  
Jeden z głównych bohaterów Dworzanina polskiego Łukasza Górnickiego, przyjaciel Jana Kochanowskiego, który poświęcił mu 2 epitafia. Pochowany w kościele w Drobinie, gdzie w 1576 brat Stanisław ufundował nagrobek dla Wojciecha i rodziców Pawła i Anny. Na nagrobku Wojciech leży u stóp rodziców. 

## Misje dyplomatyczne
Podczas pobytu na dworze król Zygmunt August powierzał mu misje dyplomatyczne: w 1552 do papieża Juliusza III, Marii Tudor, Filipa II  elektora brandenburskiego Joachima II. W 1555 roku do Anglii na ślub Marii Tudor z Filipem hiszpańskim, a w 1558 roku w sprawie spadku po królowej Bonie do Filipa II. Ta ostatnia misja zajęła mu 4 lata.

## Epitafia
Jan Kochanowski poświęcił Wojciechowi Kryskiemu mu 2 epitafia, które zostały umieszczone w księdze pierwszej Fraszek:
EPITAFIUM WOJCIECHOWI KRYSKIEMU
Płaczą cię starzy, płaczą cię i młodzi,
Dwór wszytek w czerni prze cię, Kryski chodzi.
Abowiem ludzkość i dworstwo przy tobie,
W jednymże zaraz pochowano grobie.

DRUGIE TEMUŻ
Hiszpany, Włochy i Niemce zwiedziawszy,
Królowi swemu cnotliwie służywszy
Umarłeś, Kryski, i leżysz w tym grobie;
Mnieś wielki smutek zostawił po sobie.
A iż płacz próżny i żałość w tej mierze,
Tym więtszą i płacz, i żałość moc bierze.